# Alejandro de Sayn-Wittgenstein-Sayn
El príncipe Alejandro Conrado Federico Enrique de Sayn-Wittgenstein-Sayn (nacido el 22 de noviembre de 1943 en Salzburgo, Austria) es un empresario alemán, jefe de la Casa Principesca de Sayn-Wittgenstein-Sayn.

## Primeros años
Nacido en Salzburgo, es el hijo mayor de Luis Estanislao, 6.º Príncipe de Sayn-Wittgenstein-Sayn (1915-1962), y de su esposa, la baronesa Marianne von Mayr-Melnhof (1919-2025). Tras la muerte del Príncipe Ludwig en 1962, Alejandro sucedió como jefe de la casa principesca y, por tradición, como 7.º Príncipe (en alemán Fürst) zu Sayn-Wittgenstein-Sayn.
Alejandro es un descendiente de Jacobo II de Inglaterra y de su hijo ilegítimo James Fitzjames, 1.º Duque de Berwick, a través de la abuela de su padre Marie Auguste Yvonne de Blacas d'Aulps, hija del Duque Luis de Blacas.

## Carrera
El príncipe Alejandro es vicepresidente de Europa Nostra y presidente de Europa Nostra Alemania. Entre 1986 y 2013, sirvió como presidente de la Asociación Alemana de Castillos, que le eligió el 28 de abril de 2013 como presidente honorario así como presidente del "Stiftung der Deutschen Burgenvereinigung" (Fundación de la Asociación Alemana de Castillos).

## Vida personal

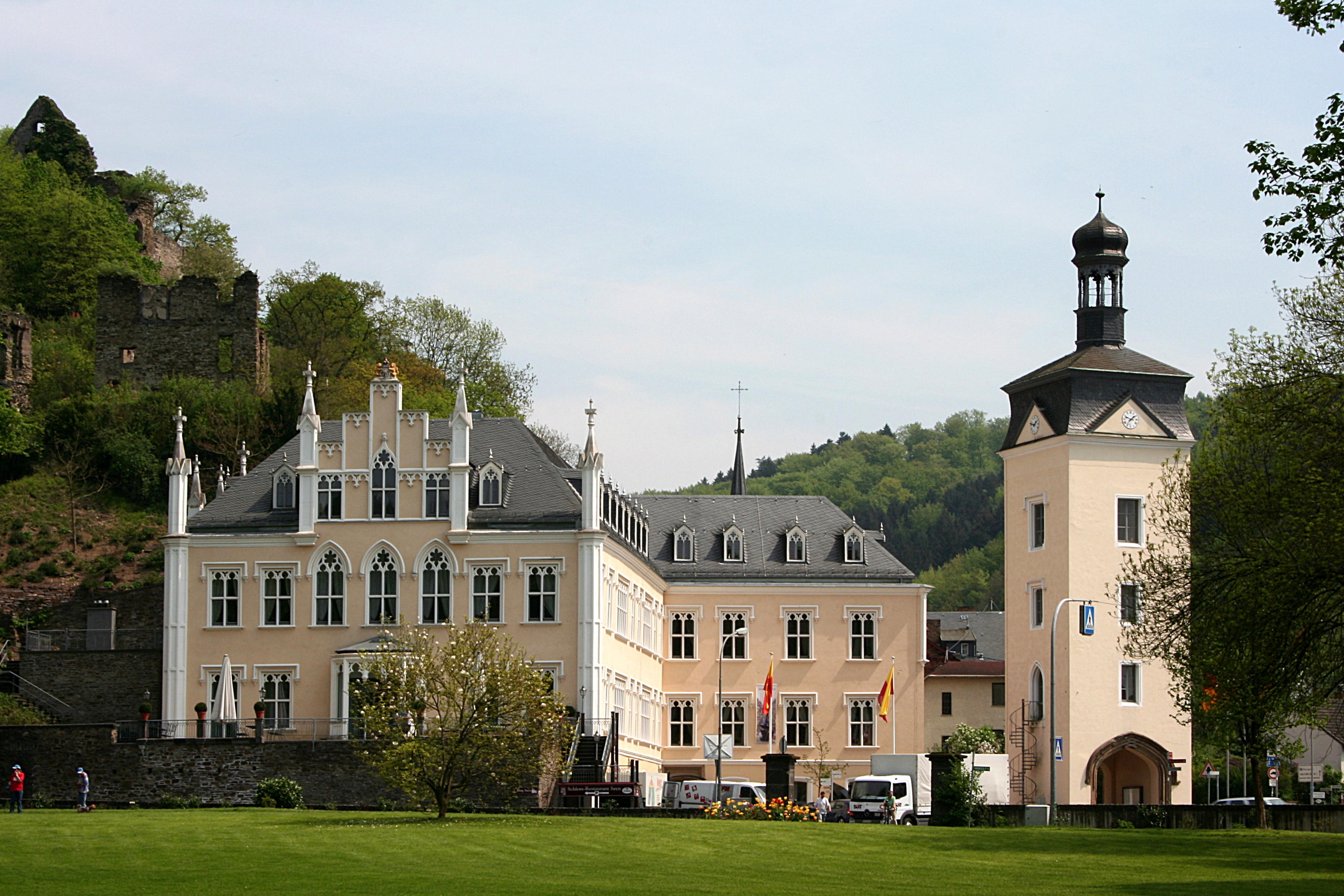
El viejo y el nuevo castillo de Sayn.

En 1969, Alejandro se casó con la Condesa Gabriela von Schönborn-Wiesentheid (n. 1950) en el Schloss Weißenstein, Pommersfelden. Tienen siete hijos:
- Heinrich, Príncipe Heredero de Sayn-Wittgenstein-Sayn (n. 1971), que se casó con Donna Priscilla Incisa della Rocchetta,[6] hija de Don Niccolo, Marqués Incisa della Rocchetta, en 2003, y tienen descendencia.
- Princesa Alexandra (n. 1973), que se casó con el Príncipe Heredero Carl Eugen de Oettingen-Wallerstein en 1994. Se divorciaron en 2002 y ella se casó con el Conde Stefano Hunyady de Kéthely en 2006,[1] y tiene descendencia de ambos matrimonios.
- Príncipe Casimir (n. 1976), que se casó (civilmente) en 1999 con Corinna Larsen (divorciados en 2004),[1] y se casó en segundas nupcias con la modelo estadounidensa Alana Camille Bunte en 2019, y tiene descendencia de ambos matrimonios.[7]
- Princesa Filippa (1980-2001), que se casó con el Conde Vittorio Mazzetti d'Albertis en junio de 2001; murió en accidente de automóvil en Inglaterra tres meses después, sin descendencia.[8]
- Príncipe Ludwig (n. 1982),[9] que se casó en 2011 con la Condesa Philippa Spannocchi, y tienen descendencia.[1]
- Princesa Sofia (n. 1986), que se casó con Archia Akhavan-Kharazian, empresario con base en Londres con raíces iranianas y españolas, en 2020.
- Príncipe Peter (n. 1992).

## Honores
Honores nacionales
- Orden del Mérito de Renania-Palatinado.
- Miembro de la Orden del Mérito de la República Federal de Alemania (2004).
- Premio a la Protección de Monumentos Alemanes [Karl-Friedrich-Schinkel-Ring] (2018).

Honores extranjeros
- Caballero de Honor y Devoción de la Soberana Orden Militar de Malta.